# Давидянц, Антон Карэнович
Антон Карэнович Давидянц — российский музыкант (бас-гитарист по основной специализации). Известен по работе с артистами и коллективами рока и популярной музыки и как представитель некоммерческих музыкальных областей — джаза, фьюжн, этно-джаза и смежных жанров. Помимо участия в проектах других лидеров, руководил собственными ансамблями и входил в качестве со-лидера в группы «Alko-Trio», «Impact Fuze», «Dam'nco». Принимал участие во множестве авторитетных фестивалей в России («Джазовая провинция», «Триумф джаза», «Jazz в усадьбе Сандецкого», «GGJazz», «Live In Blue Bay») и за рубежом. Выступал и давал мастер-классы в странах Европы, Азии, Америки.

## Биография
Родился 14 сентября 1984 года в Москве  в семье потомственных музыкантов. Мать, Элеонора Теплухина — академическая пианистка; дядя, Андрей Давидян — вокалист; дед, Сергей Давидянц — оперный певец, получивший известность после исполнения «Песни первой любви» Арно Бабаджаняна в одноимённом кинофильме.
Закончил детскую музыкальную школу им. Николая Мясковского по классу фортепиано. Начинал обучение как академический пианист на уровне музыкального училища. Одним из преподавателей Давидянца был Евгений Яковлевич Либерман, ученик Генриха Нейгауза (среди собственных учеников которого — Народный артист РФ, джазовый пианист Даниил Крамер, с которым Давидянц впоследствии работал). В детском возрасте занимал призовые места на фортепианных конкурсах. В подростковом возрасте заинтересовался бас-гитарой. Был отчислен с первого курса фортепианного отделения училища из-за неуспеваемости, однако на следующий год поступил на единственное бюджетное место Государственного музыкального училища эстрадно-джазового искусства по классу бас-гитары.
В 2002 году был приглашён в качестве бас-гитариста в коллектив «Soundcake» своего дяди Андрея Давидяна, работавший в стилистике фанк- и соул-музыки. По мере приобретения опыта и технических навыков начал сотрудничать с представителями разных музыкальных областей как сессионный и студийный музыкант.
В области массовой культуры в разное время сотрудничал с такими исполнителями, как Григорий Лепс, Леонид Агутин, Сосо Павлиашвили, Николай Носков, Ёлка, Анита Цой, Батырхан Шукенов, Юта, группы «Би-2», «Моральный Кодекс», «Маша и Медведи» и т. п.
Помимо этого, работал с большим количеством российских и иностранных музыкантов разного уровня известности и широкого спектра направлений импровизационной музыки.  В джазе и смежных с ним областях как сайдмен (участник музыкального коллектива, не имеющий ведущей роли), работал с иностранными музыкантами высшего эшелона (в их числе Eric Marienthal, Saskia Laroo, Gregory Porter, Eve Cornelius, Chanda Rule). Один из собственных проектов Антона, дуэт со скрипачкой Анной Ракитой, возник при посредстве французского джазового скрипача Жана-Люка Понти, с которым Давидянц выступал и который порекомендовал его Анне в ходе собственного мастер-класса. Среди представителей джазового мейнстрима, с которыми работал Давидянц — Народные артисты РФ Игорь Бутман, Даниил Крамер и Лариса Долина, а также группы «Мирайф» Армена Мерабова и «Snake Steak», Олег Бутман, Мариам Мерабова, Ольга Скепнер. В области этнически-ориентированного джаза и осовремененной фольклорной музыки сотрудничал с группой «Этно-Саунд» Талгата Мухамедова-Хасенова, интернациональным ансамблем «Authentic Light Orchestra» под руководством Валерия Толстова, мультиинструменталистом Владисваром Надишаной. В области джаз-рока, фьюжн- и современного авторского джаза, тяготеющего к техничным и новаторским средствам выражения, его партнёрами были Евгений Побожий, Валерий Степанов, Сергей Долженков, Пётр Ившин, Светлана Маринченко, немецкая группа «Panzerballet». Давидянц принимал участие в мультижанровых проектах композитора и бэндлидера Алекса Ростоцкого и Заслуженного артиста РФ Леонида Винцкевича (в ансамбле которого некоторое время играл на контрабасе, а не только на бас-гитаре).
Собственные проекты Давидянца, в которых он играет роль лидера или одного из со-лидеров, исполняют авторский материал в стилистике высокотехничного фьюжн. В их число входят группа «Alko-Trio» с гитаристом Фёдором Досумовым и барабанщиком Денисом Поповым (прекратила существование в 2009 году), трио «Impact Fuze» с Досумовым и французским барабанщиком Дамьеном Шмиттом (основана в 2011 году) и ряд совместных проектов с иностранными музыкантами, которые формируются в основном для выполнения концертных туров. Давидянц регулярно выступает в роли организатора российских гастролей мировых звёзд фьюжн-сцены, принимает участие в выступлениях собранных таким образом коллективов и проводит в дополнение к концертам мастер-классы во многих городах России. В число его партнёров по подобным проектам входят гитарист Guthrie Govan, гитарист Alex Hutchings, венгерский барабанщик Gergo Borlai и его группа «Electric Shock», группа «Dam'nco» французского барабанщика Дамьена Шмитта, американский барабанщик Virgil Donati.

## Премии и профессиональное признание
В 2003 году стал, вместе с Фёдором Досумовым, обладателем Гран-При II Всероссийского фестиваля-конкурса «Многоликая гитара».
В 2010 году стал вместе со своим коллективом обладателем второй премии в рамках III конкурса молодых коллективов фестиваля «Усадьба. Джаз».

## Преподавательская деятельность
Помимо частной педагогической деятельности и проведения мастер-классов, Давидянц исполняет обязанности концертмейстера кафедры эстрадно-джазового искусства Московского государственного института культуры.

## Сочинения, созданные специально для Антона Давидянца
Композитор Александр Розенблат создал для Антона Давидянца Концерт для бас-гитары с оркестром, впервые показанный публике в Омске в 2017 году. В 2019 году эта программа была исполнена в рамках международного фестиваля «Владимир Спиваков приглашает» в Светлановском зале Московского международного Дома музыки.
Музыка для первого сольного альбома Давидянца полностью написана с учётом его интересов и пожеланий композитором Варданом Овсепяном в стилистике «третьего течения» (синтеза джаза и классической музыки) и исполнена джазовым трио в сопровождении камерного академического ансамбля.

## Дискография

### Альбомы в качестве лидера или равноправного со-лидера
- 2008: Alko-Trio, «Baranina»
- 2011: Impact Fuze, «Moscow"»[33]
- 2023: Anton Davidyants, «Avalanche» (Jazzist, JZT 009)

### Избранные альбомы в качестве сайдмена
- 2005: Юта, «Телерадиосны»
- 2008: Zventa Sventana, «Страдания» (ВДОХ)
- 2011: Татьяна Воронина, "Да и нет"
- 2013: Martin Miller, «The Other End»
- 2015: Pocket Size Universe, «Still Life»
- 2015: Svetamuzika, «Present Simple» (ArtBeat Music)
- 2016: Сабина Вартанова и Валерий Гроховский, «Music & Love»
- 2016: Mike Gotthard, «Intellectual Brutality»
- 2016: Vladiswar Nadishana, «Zero Density»
- 2017: The Elba Triangle, «Chapter One»
- 2018: сборник «Песни Простого Человека: Трибьют Группе «Зоопарк»»
- 2019: Olga Sinyaeva & Anton Chekurov, «Jump!» (Восход)
- 2019: Sasha Mashin, «Outside The Box» (Rainy Days)
- 2019: Virgil Donati, «Ruination»
- 2019: Sebastiaan Cornelissen, «Bevel Around The Edges»
- 2019: Куртки Кобейна, "Куртки Кобейна"
- 2020: Sergey Dolzhenkow Quintet, «Rebirth» (Butman Music Group)[34][35]
- 2020: Panzerballet, «Planet Z»
- 2020: Gergo Borlai, «The Missing Song»
- 2020: Gregory Porter, «All Rise»
- 2020: Taku Yabuki, «Modern World Symphony No.3»
- 2022: Би-2, «Аллилуйя»

## Отзывы
- «Монстр бас-гитары» (Александр Розенблат, композитор)[29]
- «Один из самых ярких басистов нашей страны, гордость российской джазовой сцены» (Тимур Ведерников, музыкант, продюсер)[36]
- «Фантастический музыкант» (Дмитрий Мосьпан, саксофонист)[19]
- «Бас-гитарист высочайшего мирового уровня» (Владимир Пресняков-старший, саксофонист)[37]